# Bundesliga de 1970–71
A Primeira Divisão do Campeonato Alemão de Futebol da temporada 1970-1971, denominada oficialmente de Fußball-Bundesliga 1970-1971, foi a 8º edição da principal divisão do futebol alemão. O campeão foi o Borussia Mönchengladbach que conquistou seu 2º título na história do Campeonato Alemão.

## Premiação
| 1. Fußball-Bundesliga 1970-1971                |
| Renânia do Norte-Vestfália                     |
| ---------------------------------------------- |
| BORUSSIA MÖNCHENGLADBACH Bicampeão (2º título) |